# Emballonura
Emballonura là một chi động vật có vú trong họ Dơi bao, bộ Dơi. Chi này được Temminck miêu tả năm 1838. Loài điển hình của chi này là Emballonura monticola Temminck, 1838.

## Các loài
Chi này gồm các loài:
- Emballonura alecto
- Emballonura atrata
- Emballonura beccarii
- Emballonura dianae
- Emballonura furax
- Emballonura monticola
- Emballonura raffrayana
- Emballonura semicaudata
- Emballonura serii